# Trochosa tenella
Trochosa tenella este o specie de păianjeni din genul Trochosa, familia Lycosidae, descrisă de Keyserling, 1877.
Este endemică în Columbia. Conform Catalogue of Life specia Trochosa tenella nu are subspecii cunoscute.